# La formula (film 1980)
La formula (The Formula) è un film del 1980, diretto dal regista John G. Avildsen, con protagonista George C. Scott e Marlon Brando.
Il film è tratto dall'omonimo romanzo scritto da Steve Shagan, che in questo film è anche sceneggiatore e produttore.

## Trama
Los Angeles, il tenente Barney Caine indaga sulla morte dell'amico Tom Neeley. Indagando, scopre l'esistenza di una formula, inventata dai nazisti durante la seconda guerra mondiale, che ha il potere di trasformare il carbone in petrolio ovvero l'idrogenazione, per creare combustibile sintetico mediante il processo Fischer-Tropsch. Il detective rimane insospettito dalle dichiarazioni della moglie della vittima, ancora di più quando la donna si suicida nella sua vasca da bagno. Caine scopre inoltre che una compagnia petrolifera di proprietà di Adam Steiffel ha saputo dell'esistenza della formula e cerca di farne sparire le tracce eliminando anche chi sa della sua esistenza, in modo così da poterla sfruttare. Caine scoprirà che è stata proprio la stessa compagnia petrolifera ad eliminare Neeley, ma compirà una scelta andando ben oltre i suoi doveri.